# 403 Cyane
403 Cyane eller 1895 BX är en asteroid i huvudbältet, som upptäcktes 18 maj 1895 av den franske astronomen Auguste Charlois. den är uppkallad efter Cyane i den grekiska mytologin.
Asteroiden har en diameter på ungefär 53 kilometer.